# Mohylna (gmina)
Mohylna (lub Mohilno; w 1919 alt. Mohylne) – dawna gmina wiejska funkcjonująca pod zwierzchnictwem polskim w latach 1919–1920 na obszarze tzw. administracyjnego okręgu mińskiego. Siedzibą władz gminy była Mohylna.
Początkowo gmina należała do powiatu ihumeńskiego w guberni mińskiej. 15 września 1919 roku gmina wraz z powiatem ihumeńskim weszła w skład administrowanego przez Zarząd Cywilny Ziem Wschodnich okręgu mińskiego.
Po wytyczeniu granicy wschodniej gmina znalazła się poza terytorium II Rzeczypospolitej. Gmina była położona w zachodnim krańcu powiatu ihumeńskiego i jako jedyna w tym powiecie dochodziła do granicy RP na Niemnie.